# Lac d'Enfer (îles Kerguelen)
Le lac d'Enfer est un lac de l'île principale des îles Kerguelen dans les Terres australes et antarctiques françaises (TAAF). Il est situé sur le plateau Central. Il fait partie d'un « système » dont font aussi partie les lacs d'Argoat et du Volcan du Diable.